# نماد حق تکثیر
نماد حق تکثیر یا نماد کپی‌رایت (به انگلیسی: Copyright symbol)، © (حرف بزرگ C برای کپی رایت)، نمادی است که در اعلامیه‌های حق تکثیر برای کارهایی غیر از آثار صوتی استفاده می‌شود. این نماد به‌طور گسترده‌ای به رسمیت شناخته شده‌است، اما طبق کنوانسیون برن، دیگر در اکثر کشورها استفاده از حق تکثیر الزامی نیست.

## قانون ایالات متحده
در ایالات متحده، قانون اجرای کنوانسیون برن از ۱۹۸۸، از ۱۹۸۹، الزام نماد حق تکثیر را از قانون کپی رایت ایالات متحده حذف کرد، اما وجود یا عدم وجود آن از نظر قانونی در مورد آثار منتشر شده قبل از آن تاریخ قابل توجه است، و همچنان ادامه دارد.

### تاریخچه
نمادهای قبلی که نشان دهنده وضعیت حق تکثیر یک اثر هستند، در سالنما اسکاتلندی در دهه ۱۶۷۰ دیده می‌شوند. این کتاب‌ها نسخه‌ای چاپ شده از نشان ملی را نشان می‌داد تا اصالت آنها را نشان دهد.
اخطار حق تکثیر برای اولین بار توسط قانون حق چاپ در سال ۱۸۰۲ در ایالات متحده مورد نیاز بود.
نماد کپی رایت © در بخش ۱۸ قانون حق تک ۱۹۰۹ در ایالات متحده معرفی شد و در ابتدا فقط برای آثار تصویری، گرافیکی و مجسمه‌سازی اعمال می‌شد. قانون حق تکثیر سال ۱۹۰۹ به معنای بازنویسی کامل و بازنگری در قانون کپی رایت موجود بود. همان‌طور که در ابتدا در پیش نویس این لایحه پیشنهاد شده بود، حفاظت از حق چاپ مستلزم قرار دادن کلمه کپی‌رایت یا مخفف مجاز شده بر روی خود اثر هنری بود. این شامل نقاشی بود، بحث این بود که قاب جدا شدنی است. در جلسات کنفرانس در میان ذینفعان حق چاپ دربارهٔ لایحه پیشنهادی، که در سالهای ۱۹۰۵ و ۱۹۰۶ انجام شد، نمایندگان سازمانهای هنرمند با مخالفت با این شرط، مایل به نوشتن چیزی بیش از نام این هنرمند نبودند. به عنوان یک مصالحه، این امکان ایجاد شد که یک علامت نسبتاً غیرمجاز، حرف C بزرگ در یک دایره، برای نشان دادن روی خود اثر در کنار نام هنرمند ایجاد شود، این نشان دهنده وجود یک اعلامیه کپی رایت با جزئیات بیشتر در جای دیگری است که هنوز قرار بود باشد مجاز است بر روی نصب قرار گیرد. در واقع، نسخه لایحه ای که در سال ۱۹۰۶ به کنگره ارسال شد، و توسط کمیسیون حق چاپ به راهنمایی کتابدار کنگره، هربرت پوتنام تنظیم شده بود، حاوی حکمی بود که می‌توان به‌جای کلمه حق تکثیر یا کپی‌رایت مخفف از یک نماد حق چاپ حقوقی خاص مانند حرف C موجود در یک دایره یا copr استفاده کرد.
تدوین قانون ۱۹۰۹ هنگامی که در سال ۱۹۴۶ به عنوان عنوان ۱۷ قانون ایالات متحده درج شد، بدون تغییر باقی ماند.
با اصلاحیه ای در سال ۱۹۵۴ قانون استفاده از نماد به سایر آثار دارای حق تکثیر منتشر شد: این نماد به عنوان جایگزین کلمی کپی‌رایت یا Copr مجاز است.

### اعلامیه حق تکثیر آمریکا
در ایالات متحده، اخطار حق چاپ شامل موارد زیر است:
- © یا کلمه حق تکثیر یا  Copr
- سال انتشار اولین اثر دارای حق چاپ و
- شناسایی مالک حق چاپ یا با نام، مخفف یا نام دیگری که به‌طور کلی با آن شناخته می‌شوند.

به عنوان مثال، برای اثری که اولین بار در سال ۲۰۱۱ منتشر شد: © 2011 John Doe
این اخطار یک بار برای دریافت حمایت از حق چاپ در ایالات متحده مورد نیاز بود، اما در کشورهایی که به کنوانسیون برن احترام می‌گذارند، دیگر چنین نیست. ایالات متحده از اول مارس ۱۹۸۹ به کنوانسیون برن پیوست.

## کنوانسیون برن
در کشورهای طرف کنوانسیون برن برای حمایت از آثار ادبی و هنری، از جمله ایالات متحده امروزی، برای ایجاد حق چاپ نیازی به اعلامیه حق تکثیر نیست. بلکه ایجاد اثر به‌طور خودکار حق چاپ را ایجاد می‌کند. ایالات متحده یکی از موافقان بعدی برن بود، و پیوستن خود به این پیمان را با قانون اجرای کنوانسیون برن از ۱۹۸۸، که از ۱ مارس ۱۹۸۹ اجرا شد، اجرا کرد و این اخطار را اختیاری اعلام کرد. با این حال، اخطار کپی رایت در یک مورد مهم باقی می‌ماند: یک نقض کننده حق چاپ نمی‌تواند نقض بی گناه را به عنوان یک دفاع جزئی ادعا کند تا خسارت خود را در صورت دسترسی نقض کننده به نسخه ای از اثر که دارای اخطار کپی رایت بود، تخفیف دهد.
اکنون اکثر ملت‌ها به برن تعلق دارند و بنابراین برای اخذ حق چاپ به اعلامیه‌های حق چاپ احتیاج ندارند.

## نمایندگی دیجیتال
کاراکتر این نماد در یونیکد به‌صورت زیر ذکر می‌شود U+00A9 © copyright sign یونیکد نیز دارد U+24B8 Ⓒ circled latin capital letter c و U+24D2 ⓒ circled latin small letter c، که ظاهری شبیه به شخصیت دارند.

### در صفحه کلید
از آنجا که نماد © در ماشین تحریرهای معمولی یا در ASCII موجود نیست، از مدت‌ها قبل مشخصه این نماد با نویسه (c) (پرانتز c) معمول بوده‌است، روشی که طبق هر دو قانون ۱۹۰۹ و ۱۹۷۶ دفتر حق تکثیر ایالات متحده آمریکا پذیرفته شده‌است.  واژه‌پرداز با امکان تصحیح خودکار می‌تواند این توالی سه کاراکتری را تشخیص داده و به‌طور خودکار به یک نماد کپی رایت تبدیل کند.
در سیستم‌های رایانه ای مدرن، © می‌توان با استفاده از هر یک از این روش‌ها ایجاد کرد:
- ویندوز: Alt+0 1+6+9[۱۶]
- مکینتاش: ⌥ Option+g[۱۷]
- لینوکس: Compose+O+C[۱۸]
- کروم اواس: Ctrl+⇧ Shift+u، a+9، سپس ↵ Enter یا Space.[۱۹]
- اچ‌تی‌ام‌ال: © یا ©

## نمادهای مرتبط
- نماد کپی رایت ضبط صدا و آثار صوتی ℗ (حرف P بزرگ است که توسط یک دایره محصور شده‌است) است و برای تعیین حق تکثیر در ضبط صدا استفاده می‌شود.[۲۰]
- نماد کپی‌لفت (🄯) یک حرف C بزرگ برعکس محصور در دایره، که به معنای حق تکثیر برای عموم است)
- نشان تجاری ثبت‌شده ® (حرف بزرگ R محصور شده توسط یک دایره) است و در برخی از حوزه‌های قضایی برای تعیین علامت تجاری که در یک دفتر ثبت رسمی ثبت شده استفاده می‌شود (مانند اداره ثبت اختراعات و علائم تجاری ایالات متحده در ایالات متحده).
- علامت غیر اجباری استفاده شده در اخطار محافظت از کار ماسک is است (حرف بزرگ M محصور در یک دایره).[۲۱]